# Program Megatony na Megawaty
Megatony na Megawaty (ang. Megatons to Megawatts) – popularna nazwa porozumienia międzynarodowego, w ramach którego w latach 1993–2013 Rosja przerobiła część posiadanego uranu wysoko wzbogaconego (wykorzystywanego do produkcji broni jądrowej) na uran nisko wzbogacony, zakupiony następnie przez Stany Zjednoczone na potrzeby energetyki jądrowej. Oficjalnie: „Porozumienie między rządem Federacji Rosyjskiej a rządem Stanów Zjednoczonych Ameryki dotyczące rozporządzania wysoko wzbogaconym uranem pobranym z broni jądrowej” z dnia 18 lutego 1993 r..
Oryginalna propozycja tego programu została przedstawiona przez Thomasa Neffa, fizyka z MIT, w felietonie opublikowanym 24 października 1991 roku w dzienniku The New York Times. 28 sierpnia 1992 r. w Moskwie negocjatorzy parafowali 20-letnią umowę, a prezydent Stanów Zjednoczonych George HW Bush ogłosił porozumienie w dniu 31 sierpnia 1992 r. W 1993 roku umowę podpisał prezydent Stanów Zjednoczonych Bill Clinton, który rozpoczął jej wdrażanie, a następnie obie strony podpisały umowę na realizację handlową.

## Zasady programu
Na mocy umowy Stany Zjednoczone i Rosja zgodziły się na komercyjne wdrożenie 20-letniego programu przerobienia 500 ton HEU (uranu-235 wzbogaconego do 90%) pobranego z głowic z czasów ZSRR na LEU (mniej niż 5% uranu-235). Warunki umowy wymagały jej realizacji na warunkach komercyjnych bez finansowania rządowego. Porozumienie wyznaczyło Departament Energii jako podmiot wykonawczy ze strony amerykańskiej natomiast Departament Energii wyznaczył nowo sprywatyzowaną firmę United States Enrichment Corporation (USEC) na przedstawiciela handlowego wykonującego program. Federacja Rosyjska wyznaczyła Techsnabexport (TENEX), zależną spółkę handlową rosyjskiego Ministerstwa Energii Atomowej (Minatom) jako swojego przedstawiciela do komercyjnej realizacji programu. W dniu 14 stycznia 1994 roku podpisano umowę handlową pomiędzy USEC i TENEX. Program wymagał również przetwarzania HEU w rosyjskich obiektach jądrowych poprzez rozcieńczenie go do LEU. Pierwsza dostawa nisko wzbogaconego uranu miała miejsce w maju 1995 roku.

## Podsumowanie programu
Program Megatony na Megawaty został rozpoczęty w 1993 i zakończony zgodnie z harmonogramem w grudniu 2013 roku. Łącznie 500 ton rosyjskiego wysoce wzbogaconego materiału rozszczepialnego z głowic jądrowych (odpowiednik 20 008 głowic nuklearnych) zostało przerobionych w Rosji na prawie 15 000 ton LEU (nisko wzbogaconego uranu) i sprzedanych do USA do wykorzystania jako paliwo w amerykańskich elektrowniach jądrowych. Program był jak dotąd największym i najbardziej udanym programem zapobiegania rozprzestrzenianiu broni jądrowej. Pierwszą elektrownią jądrową, która w ramach tego programu otrzymała niskowzbogacone paliwo zawierające uran, była Cooper Nuclear Station w 1998 r. Przez 20 lat trwania programu Megatony na Megawaty do 10% energii elektrycznej produkowanej w USA pochodziło z paliwa wyprodukowanego w oparciu o niskowzbogacony uran wytworzony z rosyjskiego wysokowzbogaconego uranu.